# Yeti

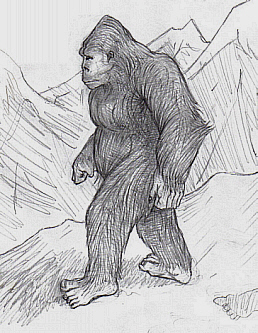
Disegno raffigurante uno Yeti

Lo yeti è una creatura leggendaria che fa parte della cultura e delle credenze popolari delle popolazioni locali dell'Himalaya, entrata ormai anche nell'immaginario collettivo della cultura mondiale. Conosciuto anche come abominevole uomo delle nevi, termine originato da un'errata traduzione giornalistica dell'espressione in lingua nepalese Metoh Kangmi (letteralmente «uomo-orso delle nevi»), il termine Yeti deriva invece da yeh-teh che viene tradotto come «Quella cosa là» o «Uomo delle rocce», espressione tipica usata dagli sherpa per indicare la mitica creatura.

## Storia
Già nel 1407 il bavarese Johann Schiltberger, secondo i resoconti di viaggio, avrebbe riferito dell'esistenza di creature umanoidi completamente ricoperte di peli, tranne che sul volto e le mani, sulla catena degli Altai, presso i confini occidentali della Mongolia.

Il primo a riferire dell'esistenza di una creatura pelosa e senza coda, simile ad un uomo, è stato R. R. Hodgson, magistrato britannico, in Nepal dal 1820 al 1843. Le prime impronte dello Yeti furono scoperte in Tibet dal maggiore Laurence Austine Waddell nel 1889 a più di cinquemila metri di quota. Pochi anni dopo un altro esploratore inglese di nome Knight affermò d'incontrare, a pochi metri di distanza, una creatura misteriosa d'aspetto quasi umano, alta un paio di metri e ricoperta di folta pelliccia: 
 Nel corso del XIX secolo, si trova qualche riferimento a questo essere semiumano anche in scritti di ufficiali inglesi residenti nella regione himalayana.
Il 22 settembre 1921, il tenente colonnello C. K. Howard-Bury, mentre stava tentando la scalata dell'Everest, percorrendo il sentiero che da Kharta porta a Lhapka-La, vide attraverso il binocolo, su un piano innevato sovrastante, una figura scura dalle sembianze vagamente umane. Quando giunse sul posto, a settemila metri, notò nella neve impronte di piedi nudi dalla forma umana. La notizia raggiunse il mondo civilizzato e diede vita al moderno mito dell'Abominevole Uomo delle Nevi.

Nel 1925, nella regione del ghiacciaio Zemu (ad un'altitudine di circa 4500 metri), N.A. Tombazi, fotografo greco della Royal Geographical Society di Londra, vide una creatura in movimento circa 300 metri più in basso. Essa scomparve prima che Tombazi potesse preparare la macchina fotografica ma, scendendo, ne rinvenne le impronte. 
Erano simili per forma a quella di un uomo, ma lunghe solo 15-17 cm. Contai 50 impronte, ognuna a intervalli regolari di 30- 45 cm. Le orme erano senza dubbio state lasciate da un bipede, la sequenza di impronte non avevano le caratteristiche di nessun quadrupede immaginabile. La folta vegetazione di rododendri impediva ulteriori indagini così riprendemmo la marcia»
(N.A. Tombazi)

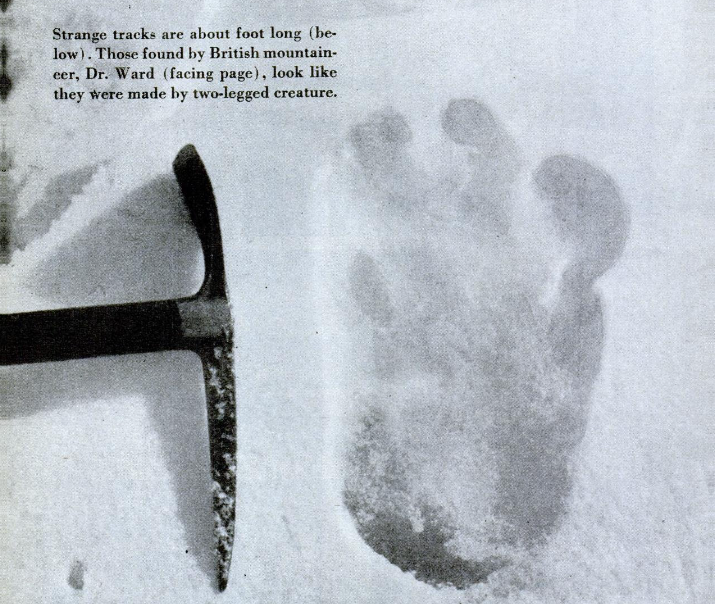
Presunta impronta di Yeti scoperta da Michael Ward e fotografata da Eric Shipton nel ghiacciaio Menlung sull'Himalaya nel 1951

L'8 novembre 1951, alle ore 16:00 in punto, mentre stavano raggiungendo il ghiacciaio Menlung sull'Himalaya, gli alpinisti inglesi Eric Shipton e Michael Ward e lo sherpa Sen Tensing, a 6000 metri, notarono una scia d'impronte molto chiare a sud ovest del passo di Melung-Tse. Seguirono la pista per circa 1600 metri, ma dovettero desistere quando questa giunse in prossimità di un crepaccio. Impossibilitati a seguire la misteriosa creatura, fotografarono un'impronta di un piede umanoide, con cinque dita e che misurava 33 X 20 centimetri. Le impronte erano presenti anche dall'altra parte del crepaccio: "Dove le orme attraversavano il crepaccio, era perfettamente visibile il punto in cui la creatura aveva saltato ed usato le sue dita per assicurarsi la presa sulla neve nel ciglio opposto". Nel 1957, la spedizione in Nepal del miliardario e criptozoologo statunitense Tom Slick non approdò a nessuna scoperta, ma constatò che i nativi sapevano benissimo distinguere un orso o un entello (o "langur") da uno yeh-teh.

Nel 1953, Lord John Hunt, capo della fortunata spedizione di Edmund Hillary, vide una lunga serie di impronte, nei pressi del Passo Zemu. Inizialmente pensò che fossero state lasciate dai membri di una spedizione tedesca, i quali, successivamente, negarono di essere stati in quella zona.

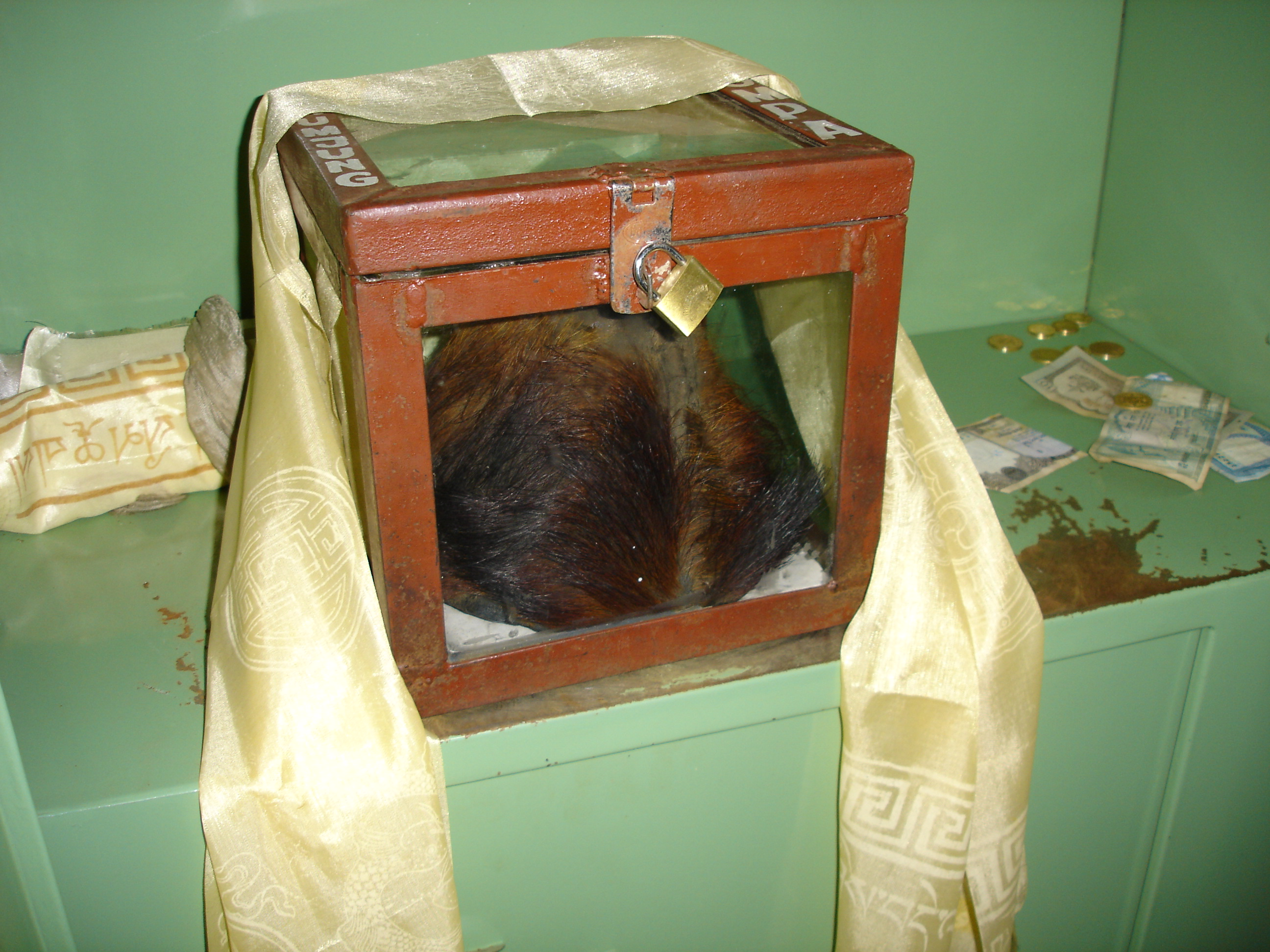
presunto "scalpo" di yeti

Il 19 marzo 1954, il Daily Mail pubblicò un articolo che descriveva una spedizione intenta ad ottenere campioni di peli di uno scalpo trovato nel monastero di Pangboche. I peli furono analizzati dal professor Frederic Wood Jones, un esperto in antropologia e anatomia comparata. La ricerca consisteva nel prendere delle microfotografie dei peli e metterle a confronto con peli di animali noti come orsi e oranghi. Il Professore Woods Jones concluse che i peli dello scalpo di Pangboche non provenivano da uno scalpo. Egli sostenne che, al contrario degli animali, che hanno una cresta di peli che si estende dalla testa alla schiena, la reliquia aveva una cresta che si estendeva dalla base della fronte e terminava presso la nuca. I peli variavano dal nero scuro al marrone scuro sotto una luce fioca fino al rosso alla luce del sole. Nel corso dello studio, i peli furono sbiancati, tagliati in sezioni e analizzati al microscopio, ma Woods Jones non riuscì a individuare l'animale a cui apparteneva lo scalpo. Tuttavia, si convinse che i capelli non appartenevano a un orso o a una scimmia antropoide. Egli, inoltre, ipotizzò che i peli non fossero della testa dell'animale, ma della spalla.

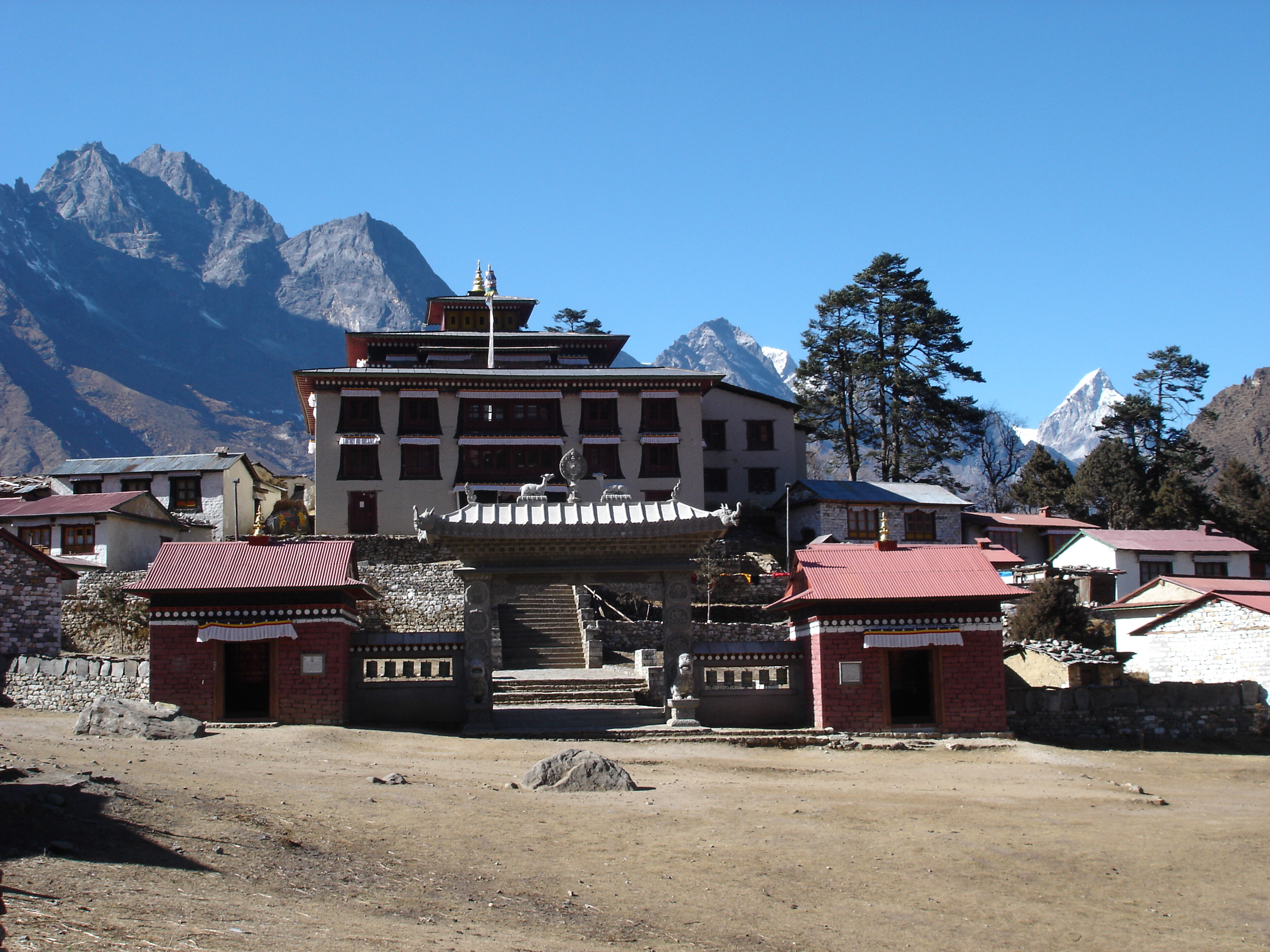
Il Monastero di Tengboche

La seconda spedizione di Slick, nel 1959, trovò quelli che si ritennero gli escrementi dello yeti, contenenti parassiti sconosciuti, e scoprì nel monastero buddista di Tengboche in Nepal una mano disseccata attribuita da uno dei monaci allo yeti. Un dito della mano fu trafugato e inviato a Londra, dove il reperto fu esaminato e classificato come appartenente a un primate di specie sconosciuta.
La spedizione registrò anche la notizia che esistevano copricapi fatti di pelle di yeti. Ma fu soltanto l'anno seguente che la spedizione in Nepal di Edmund Hillary trovò nel monastero buddista di Khumjung uno di questi copricapi, che poi risultò fatto con la pelle di un raro animale locale (il Capricornis thar) simile ad una capra.
Nel 1986, lo scalatore Reinhold Messner avvistò, in una regione del Tibet orientale, uno Yeti, che descrisse come un orso delle nevi, ritto sulle zampe posteriori, in posizione bipede, che guardava nella sua direzione e che iniziò a fischiare per minacciarlo.
Nel marzo 1986 l'esploratore Anthony Wooldridge avvistò e fotografò un presunto Yeti nell'India settentrionale a una distanza di 150 metri. Secondo molti si tratterebbe però soltanto di una roccia, simile a quelle retrostanti, di forma vagamente antropomorfa.
Nel 1991, alcuni ladri asportarono dal monastero di Pangboche i resti della cosiddetta "mano" dello yeti.
Nel 1992, il programma televisivo "Unsolved Mysteries" appurò che, nel 1959, alcuni frammenti di quella mano erano stati inviati per analisi, oltre che a Londra, all'antropologo George Agogino, che non ne aveva mai pubblicato i risultati. Gli organizzatori del programma rintracciarono Agogino ancora in possesso dei campioni di pelle che, nuovamente analizzati dal laboratorio biomedico dell'Università di California, risultarono simili all'epidermide umana, ma non appartenenti a esseri umani.
Durante lo spettacolo "Paranormal Borderland" della Paramount svoltosi dal 12 marzo al 6 agosto 1996, venne presentato un video, noto come The snow walker, in cui un probabile Yeti arrancava nella neve. In seguito si scoprì che il video fu creato dai produttori, nel tentativo di ingannare il pubblico. La Fox utilizzò il video nel programma "World's Greatest Hoaxes".
Il 21 ottobre 1998, lo scalatore americano Craig Calonica disse di aver visto, il 17 ottobre, di ritorno dall'Everest, due creature che camminavano insieme in posizione eretta: "La mia opinione è che ho visto qualcosa, e quel qualcosa non era un uomo, non era un gorilla, non era un orso, non era una capra e non era un cervo".

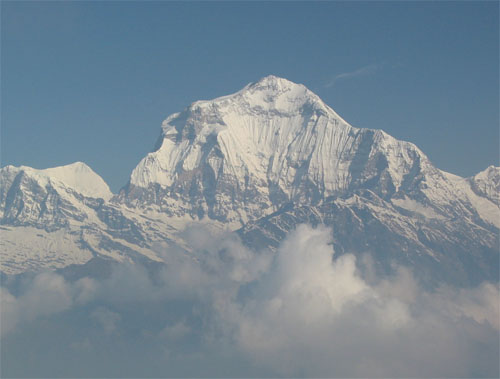
Il Dhaulagiri I

Nella primavera del 2001, sulla corteccia di un albero in Bhutan, lo zoologo Rob McCall e la sua squadra, trovarono due peli alquanto misteriosi. Inviati alla Oxford University, vennero analizzati da Bryan Sykes, uno dei più grandi esperti al mondo di analisi del DNA. Le analisi dimostrarono che il materiale non apparteneva a nessuna specie conosciuta e che somigliava ai peli trovati da Edmund Hillary sull'Himalaya mezzo secolo prima. Ulteriori analisi, i cui risultati vennero confermati solo in seguito ai precedenti comunicati stampa, confermarono definitivamente che in realtà i peli appartenevano ad un orso bruno e a un orso tibetano.
Nel 2003, sulle montagne siberiane dell'Altai, Sergey Semenov ritrovò un arto che secondo alcuni esperti non era riconducibile a nessun animale noto.
All'inizio del dicembre 2007, il presentatore ed esploratore statunitense Josh Gates, con la propria squadra, trovò tre orme considerate compatibili con quelle dello "Yeti", sulla sponda del fiume Manju, a 2.850 metri di altezza.
Il 20 ottobre 2008, alcuni scalatori giapponesi, di ritorno da un'arrampicata nel Nepal occidentale, dissero di aver trovato sulla neve delle orme forse riconducibili allo Yeti. Kuniaki Yagihara, membro del Progetto Yeti Giappone, a Katmandu, spiegò di avere visto e fotografato tre impronte di piedi che assomigliavano a quelle di un essere umano, sulla montagna Dhaulagiri I, nel Nepal occidentale, a un'altitudine di circa 4.800 metri. Essi aggiunsero che le orme non erano riconducibili a quelle di orsi, cervi e capre delle nevi.
Il 17 ottobre 2013 gli scienziati, confrontando il DNA di alcuni peli presumibilmente appartenenti allo yeti con quello di un orso polare, hanno stabilito che la creatura leggendaria coinciderebbe in realtà con una sottospecie ibrida di orso.

## Descrizione
Lo yeti viene descritto come un grosso animale, con analogie con le scimmie, che vive sull'Everest o comunque nell'Himalaya. Si tratterebbe di un essere di altezza compresa tra 1,80 e 2,40 metri per le femmine e dai 2,30 ai 3,15 metri per i maschi, ricoperto di una folta pelliccia bianca o argentata. Avrebbe una lunga capigliatura e braccia lunghe fino alle ginocchia. Gli abitanti del Tibet ipotizzano l'esistenza di due tipi di Yeti: il Dzu-teh (che significa cosa grossa), più alto (fino ai 3,15 metri di altezza), e il Meh-teh, di altezza più ridotta.
Lo yeti ha analogie con altre creature leggendarie in altre parti del mondo: nella regione caucasica e nella vasta fascia che va dal Pamir, attraverso l'Asia Centrale e la Mongolia, fino alla Siberia Orientale vivrebbe Alma; sulle montagne della Cina centrale, in Indocina e in Malaysia si nasconderebbe lo Xuèrén o "uomo selvatico"; negli altipiani della Russia il Chuchunaa; nel nord ovest americano, tra le Montagne Rocciose e il Pacifico, si dice vivrebbe il "Sasquatch" o "Bigfoot". Sono state condotte ricerche scientifiche per dimostrare se le leggende avessero o meno un fondamento. Ma dal primo presunto avvistamento effettuato dal Colonnello Britannico A.L. Waddell, nel 1889, a una quota di 5.000 metri di altezza, alla frontiera tra Nepal, Tibet e Bhutan, sono state avvistate e fotografate solo impronte, con l'eccezione di scalpi e pellicce rinvenuti e conservati come reliquie da alcuni monaci, che si sono rivelati poi appartenere a specie animali note. Nel 1980 Meng Qingbao ha avvistato un migliaio di impronte di cui ha riportato alcuni calchi della lunghezza di 46 cm, di forma e dimensioni dissimili da quelle della fauna circostante conosciuta, oltre ad alcuni peli. Si ipotizza che appartengano ad un discendente del Gigantopiteco, vissuto nel tardo Pliocene, ritenuto estinto, ma di cui potrebbero essere rimasti in vita esemplari isolati (cosiddetta "specie Lazzaro"). Non è mai stato rinvenuto alcun reperto osseo riconducibile direttamente alla leggendaria creatura.

### Ipotesi
Se quello che viene indicato come Yeti sia discendente di qualche creatura pre-umanoide o, invece, nient'altro che un qualche animale peloso in grado di assumere una postura eretta non è dato sapere, allo stato attuale delle conoscenze. Di certo, è noto che le popolazioni himalaiane considerano lo yeti una creatura della fauna locale che vive sulle più alte cime e si avventura fra la neve alla ricerca di muschio salato o di licheni.
L'alpinista italiano Messner ha ipotizzato che lo yeti altro non sia che l'orso azzurro tibetano. Nella sua disamina spiega che i tibetani chiamano questo orso chemo ed è descritto come lo yeti: irsuto, puzzolente, dalle impronte umane. L'orso è in mostra allo zoo di Lhasa. Il Dalai Lama disse a Messner che "yeti e chemo sono la stessa creatura: non capisco cosa s'immaginino gli occidentali pensando allo yeti".
Lo Yeti e molti esseri pelosi simili visti in molte zone dell'Asia centrale, e anche il Bigfoot del nord-America o l'Isnashi dell'America del Sud, potrebbero essere spiegati come esseri umani affetti da ipertricosi e cresciuti allo stato selvaggio, almeno per i casi con statura normale. Nelle razze mongolidi i peli si distribuiscono su tutta la superficie della pelle, per cui un individuo affetto da ipertricosi apparirebbe simile ad una scimmia. Esistono dettagliate leggende in Asia centrale sull'esistenza di uomini coperti di pelo, e nel 2005 è effettivamente nato in un villaggio del Kazakistan un bambino con il corpo completamente coperto di peli. Ma questo fa parte di una rara ma conosciuta malattia chiamata ipertricosi.

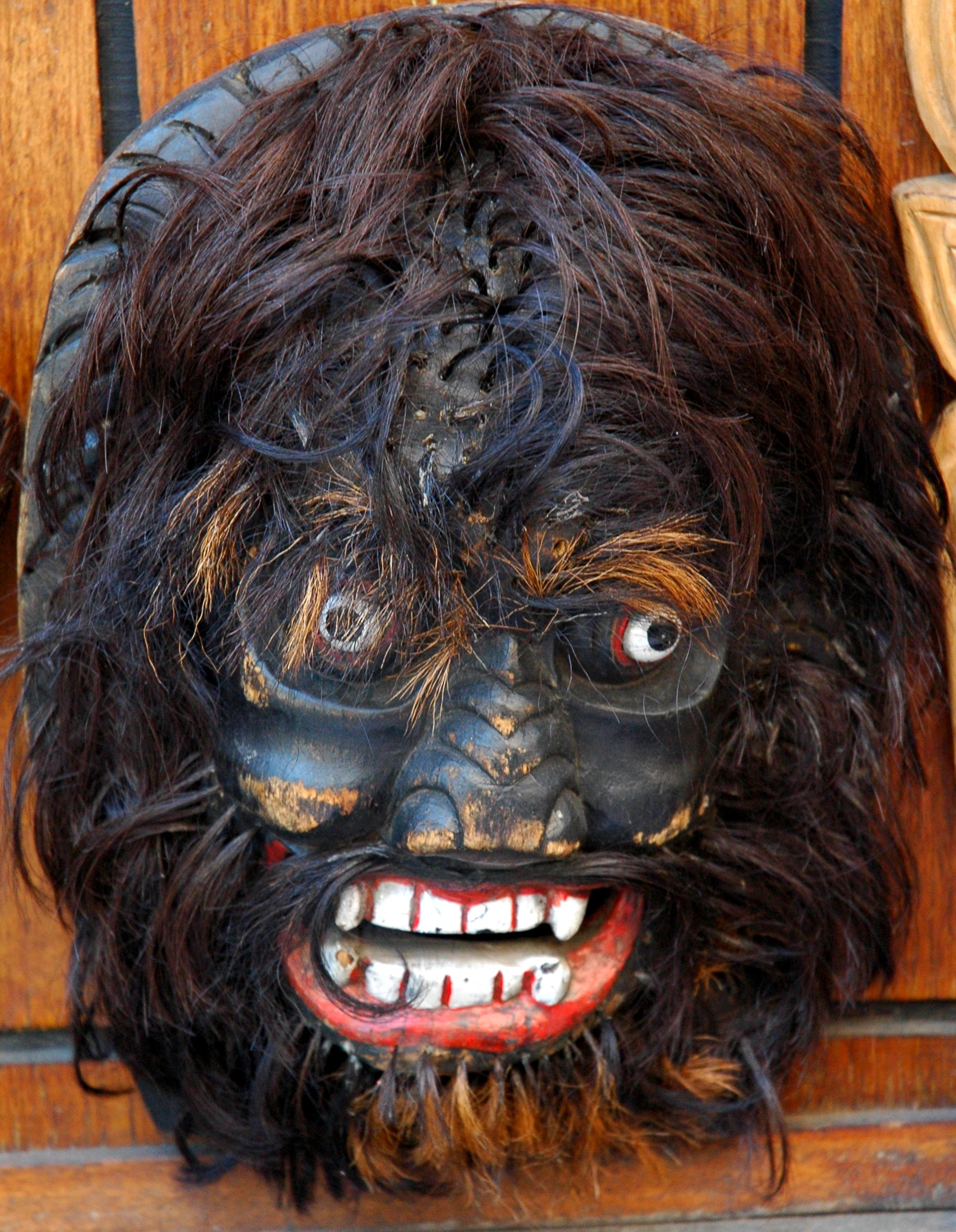
Maschera di Yeti in un mercato di Kathmandu

Secondo altre ipotesi, gli Yeti sarebbero discendenti del gigantopiteco (il più grande primate mai esistito che visse dal Pliocene al Pleistocene in quelle che oggi sono le attuali Cina, India e Vietnam), che non si sarebbe estinto 300-400.000 anni fa ma si sarebbe rifugiato nelle montagne dell'Himalaya. Con il passare dei millenni, la statura sarebbe diminuita (si stima che il gigantopiteco fosse alto tra i 2,7 e i 3,7 metri) e sarebbe lui il famoso "uomo delle nevi".
Alcune osservazioni dello Yeti potrebbero infine spiegarsi pensando alle scimmie, parecchie specie delle quali vivono sull'Himalaya a grande altitudine. La più celebre è il Rhinopithecus roxellana, una scimmia piuttosto massiccia, con il naso all'insù, e un magnifico pelame dorato; una specie affine, il presbite dell'Himalaya si incontra fino a 4.000 metri di quota. Lo stesso avviene con certi macachi, in particolare il macaco dell'Himalaya.

## Influenza culturale
L'immagine dello yeti ha svolto spesso un ruolo influente nella cultura popolare, figurando in film, libri, fumetti e videogiochi.
Appare ad esempio nei lungometraggi The Snow Creature (1954), Il mostruoso uomo delle nevi (1957), Half Human: The Story of the Abominable Snowman (1958), Ostrożnie, Yeti! (1961), Shriek of the Mutilated (1974),  Lomut  (1976), Yeti, il gigante del XX secolo (1977), Monsters & Co. (2001), Lissy - Principessa alla riscossa (2007), La mummia - La tomba dell'Imperatore Dragone, Hotel Transylvania e Le 5 leggende (2012) e Monsters University (2013), oltre che nei film tv Amy e lo Yeti del 1995, Yeti del 2008, Smallfoot - Il mio amico delle nevi del 2018 e Il piccolo yeti del 2019. Inoltre appare anche in un film d'animazione di Scooby-Doo del 2007 intitolato Stai fresco, Scooby-Doo!.
Oltre ad apparire nel Doctor Who è presente in varie opere della narrativa, tra cui opere di R. L. Stine e ne La favola della Trojka dei fratelli Strugackij (lo yeti Fedja). Nelle storie di Lovecraft viene ipotizzato che la leggenda dello Yeti sia dovuta all'avvistamento dei Gug, esseri mostruosi e giganteschi dall'aspetto scimmiesco. Nello pseudobiblium Gli animali fantastici: dove trovarli, appartenente alla saga di Harry Potter, si ipotizza una possibile parentela tra gli Yeti e i Troll del Nord Europa.
Lo Yeti è molto popolare anche nel mondo dei fumetti. In Italia, ad esempio, fu pubblicata per anni la striscia Yeti ideata dallo sceneggiatore Marco Di Tillo, su disegni di Rodolfo Torti.
Nell'Universo Marvel vari personaggi sono ispirati alla figura dello Yeti. Oltre a personaggi di nome Yeti o Susquatch figurano lo Yetrigar, The Abominable Snowman e The Abominable Snow-King.
Nella serie Martin Mystère vengono immaginati come discendenti di esploratori spaziali del continente mitico Atlantide i quali, atterrati su Marte in tempi remoti, avrebbero sviluppato le loro caratteristiche tipiche per adattarsi all'ambiente ostile del pianeta dopo che la loro astronave aveva avuto un'avaria, salvo poi ritornare, ormai trasformati nella creatura nota come Yeti, sulla Terra una volta riparata l'astronave.
Altri fumetti che presentano lo Yeti sono Zagor, Le avventure di Tintin, alcune storie di Topolino e la storia di Paperon de' Paperoni Zio Paperone e la corona di Gengis Khan.
Compare assieme al Sasquatch e altre creature della cultura popolare nella serie animata fantascientifica Roswell Conspiracies. Skips, un personaggio della serie animata Regular Show, è uno yeti.
È presente in vari videogiochi tra cui League of Legends, Maple Story, Mr. Nutz, The Battle for Wesnoth, The Legend of Zelda: Twilight Princess, The Sims 2: World Adventure, Tomb Raider II, World of Warcraft, Urban Yeti, Zoo Tycoon, Team Fortress 2, Far Cry 4 e Uncharted 2: Il covo dei ladri. Nel videogioco SkiFree il protagonista deve scappare da un abominevole uomo delle nevi. Il protagonista della serie di giochi on-line Yetisports è uno Yeti. Infine il Pokémon Abomasnow è ispirato all'abominevole uomo delle nevi.
Nella linea di bambole Monster High prodotta da Mattel, lo yeti ha una figlia Abbey Bominable